# Stráž nad Nežárkou (zámek)
Stráž nad Nežárkou je hrad přestavěný na zámek ve stejnojmenném městě v okrese Jindřichův Hradec. Stojí na východním okraji města na ostrožně nad řekou Nežárkou. Založen byl ve druhé polovině třináctého století pány ze Stráže. V roce 1570 vyhořel a později byl přestavěn v pozdně renesančním slohu. Barokní přestavba proběhla po roce 1715 za Černínů. V první polovině dvacátého století byla významnou majitelkou zámku operní pěvkyně Ema Destinnová. Zámek je chráněn jako kulturní památka ČR.

## Historie
Hrad založili ve druhé polovině třináctého století páni ze Stráže, kteří byli jednou z větví Vítkovců. První písemná zmínka o něm pochází z roku 1284, kdy na něm sídlil Sezema z Hradce. Jeho potomkům hrad patřil až do roku 1474, kdy pravděpodobně zemřel poslední mužský příslušník rodu, kterým byl nejvyšší zemský sudí Jiří ze Stráže. Hrad po něm zdědila jeho sestra Kateřina provdaná za Jana z Donína. Dalším majitelem se neznámým způsobem stal Jan ze Šelmberka. Stráž nakonec zůstala pánům z Donína, protože po roce 1483 ji zdědil nezletilý Bedřich z Donína, za kterého panství spravoval jeho strýc Bořivoj z Donína a na Okoři.
Na počátku šestnáctého století se majitelem stal Václav Vencelík z Vrchovišť, jehož pět synů se pro špatné hospodaření zadlužilo, a proto roku 1518 prodali hrad, město a dvůr Stráž Václavovi z Liběchova za sedm tisíc kop grošů. Součástí prodeje byly také vesnice Pístina, Příbraz, Libořezy, Mníšek, Stříbřec, Mláka, Novosedly, Kolence a Klec (okres Jindřichův Hradec). Od potomků Václava z Liběchova panství koupil Jan starší z Lobkovic na Nové Bystřici a Točníku. Od něj Stráž roku 1577 koupil Vilém z Rožmberka, který pověřil Jakuba Krčína, aby rozšířil rybniční soustavu na panství. 
V roce 1596 koupil původní část strážského panství od zadluženého Petra Voka z Rožmberka za 26 tisíc kop míšeňských Adam II. z Hradce. Panství sestávalo z městečka Stráž nad Nežárkou a šesti okolních vesnic. Na zámku se nacházely obytné místnosti panských služebníků, dále hospodářské prostory a pokoje pro ubytování vrchnosti, která je ale nevyužívala. Všichni sloužící podléhali správě hejtmana jindřichohradeckého panství. Stráž zdědil záhy syn Jáchym Oldřich, který ho v roce 1602 postoupil své sestře Lucii Otilii. Ta strážské panství převedla okamžitě na svého chotě Viléma Slavatu.
Někdy v té době nejspíše proběhla renesanční přestavba. Slavatům zámek patřil až do roku 1693, kdy jej jako věno získal Vratislav ze Šternberka. V letech 1715–1733 zámek patřil Františku Josefu Černínovi z Chudenic. Od doby, kdy zámek patřil Slavatům, nesloužil jako panské sídlo. Roku 1735 jej koupil rytíř Jan Petr Jungwirt a nechal ho barokně přestavit. Dalšími majiteli se stali roku 1752 hrabě Prosper Berchtold z Uherčic, roku 1796 svobodný pán Josef Hillgartner z Lilienberka, roku 1800 Josef z Lilienbornu a roku 1811 Jan František Lippa. Od něj zámek téhož roku koupil svobodný pán Karel Ludvík Leonhardi. V letech 1914–1930 zámek patřil operní pěvkyni Emě Destinnové.

## Stavební podoba
Dvoudílný hrad se skládal z hradního jádra a předhradí, z jehož zástavby se dochovala čtverhranná věž přestavěná na zvonici u budovy základní školy. Tomáš Durdík předpokládal její pozdně gotický původ, ale podle Památkového katalogu vznikla až na přelomu šestnáctého a sedmnáctého století. Hrádní jádro chránila hradba zpevněná okrouhlou baštou v jihovýchodním nároží. Dominantou čela jádra je věž opatřená břitem. Bývala považována za raně gotický bergfrit, ale vzhledem ke stavební podobě vyšších pater byla postavena nejspíše až v patnáctém století, i když je možné, že spodní část snad až do úrovně druhého patra je starší. Hradní palác stával severně od věže.
Dochovaný trojkřídlý zámek má půdorys písmene U. Do dvora se vchází portálem pod věží a jiný zazděný portál se nachází na druhé straně věže.